# CSKA Moscú
El CSKA Moscú (en ruso ЦСКА Москва, Центральный спортивный клуб армии, transliterado Tsentralniy sportivniy club armii, «Club Deportivo Central del Ejército») es un club polideportivo ruso de la ciudad de Moscú, Rusia. Fundado en 1911, durante los últimos años del Imperio ruso, en los años de la Unión Soviética fue conocido como «el equipo del Ejército Rojo» por su filiación a la ejército homónima.
El club tiene actividad en más de 40 deportes, y produjo 463 campeones olímpicos para la Unión Soviética y Rusia, 11 000 campeones en sus campeonatos locales, y 2629 medallistas de oro en campeonatos europeos y mundiales.
Es la entidad con más Copas de Europa en su haber, con 86, desglosadas de la siguiente manera: 34 de esgrima, 20 de hockey hielo, 13 de voleibol, 8 de baloncesto, 3 de ajedrez, 3 de voleibol femenino, 2 de esgrima femenina, 1 de balonmano, 1 de rugby seven femenino y 1 de waterpolo.
El club es conocido, especialmente, por el nivel de sus equipos en fútbol, baloncesto y hockey sobre hielo, entre las decenas de especialidades deportivas que componen el CSKA. También forman parte del club atletas y deportistas individuales como: Anna Chicherova, Yevgeniya Kanayeva, Mariya Abakumova, Darya Klishina, Yuliya Chermoshanskaya, Adelina Sotnikova o Vera Zvonareva.

## Secciones

### Baloncesto
La sección de baloncesto ha hecho del CSKA uno de los clubes más prestigiosos de Europa. No en vano ha ganado la Copa de Europa en 8 ocasiones (1961, 1963, 1969, 1971, 2006, 2008, 2016 y 2019). El CSKA Moscú fue el gran dominador del baloncesto soviético, ganando la Liga de la URSS en 25 ocasiones. Una vez desintegrada la Unión Soviética se ha convertido en el dominador indiscutible de la Liga Rusa, ganándola 9 temporadas consecutivas entre 1992 y 2000, e iniciando un nuevo ciclo desde el 2003 hasta 2007, lo que hacen 14 en total.

### Fútbol
El PFC CSKA Moscú es la sección de fútbol del CSKA. Recientemente el club recibió una ayuda económica de parte de Sibneft, una compañía petrolera cuya propiedad es en parte del millonario ruso Roman Abramovich, aunque el magnate no tiene injerencia en los asuntos del equipo debido a que también es dueño del Chelsea FC británico y las reglas de la UEFA solo permiten que una misma persona o corporación controle solo un club entre los que participan en competiciones europeas. El CSKA Moscú ganó la Copa UEFA en 2005 al derrotar al Sporting de Lisboa por 3–1, siendo el primer club ruso en obtener un título europeo.
Es el equipo preferido entre los fanáticos de fútbol en Rusia.